# Kanton Monthois
Der Kanton Monthois war bis 2015 ein französischer Wahlkreis im Arrondissement Vouziers, im Département Ardennes und in der Region Champagne-Ardenne; sein Hauptort (frz.: chef-lieu) war Monthois. Die landesweiten Änderungen in der Zusammensetzung der Kantone brachten im März 2015 seine Auflösung. Vertreter im Generalrat des Départements war zuletzt Patrice Groff.
Der Kanton Monthois war 196,22 km² groß und hatte 2704 Einwohner (Stand: 2012).

## Gemeinden
| Gemeinde                 | Einwohner (Stand: 2022) | Code Postal | Code INSEE |
| ------------------------ | ----------------------- | ----------- | ---------- |
| Ardeuil-et-Montfauxelles | 79                      | 08400       | 08018      |
| Aure                     | 38                      | 08400       | 08031      |
| Autry                    | 95                      | 08250       | 08036      |
| Bouconville              | 57                      | 08250       | 08074      |
| Brécy-Brières            | 76                      | 08400       | 08082      |
| Challerange              | 423                     | 08400       | 08097      |
| Condé-lès-Autry          | 64                      | 08250       | 08128      |
| Liry                     | 89                      | 08400       | 08256      |
| Manre                    | 105                     | 08400       | 08271      |
| Marvaux-Vieux            | 70                      | 08400       | 08280      |
| Montcheutin              | 111                     | 08250       | 08296      |
| Monthois                 | 396                     | 08400       | 08303      |
| Mont-Saint-Martin        | 88                      | 08400       | 08308      |
| Saint-Morel              | 181                     | 08400       | 08392      |
| Savigny-sur-Aisne        | 350                     | 08400       | 08406      |
| Séchault                 | 60                      | 08250       | 08407      |
| Sugny                    | 94                      | 08400       | 08431      |
| Vaux-lès-Mouron          | 78                      | 08250       | 08464      |

## Bevölkerungsentwicklung
| 1962 | 1968 | 1975 | 1982 | 1990 | 1999 | 2012 |
| ---- | ---- | ---- | ---- | ---- | ---- | ---- |
| 3008 | 3441 | 3105 | 2884 | 2694 | 2536 | 2704 |